# Phragmatobia typica-marginata
Phragmatobia typica-marginata là một loài bướm đêm thuộc phân họ Arctiinae, họ Erebidae.